# مارسيلو كوريا
مارسيلو كوريا هو لاعب كرة قدم برتغالي في مركز الدفاع، ولد في 25 مارس 1993.

## وصلات خارجية
- مارسيلو كوريا على موقع قاعدة بيانات كرة القدم.إي يو (الإنجليزية)
- مارسيلو كوريا على موقع Soccerway.com (الإنجليزية)